# Escola de Tradutores de Toledo

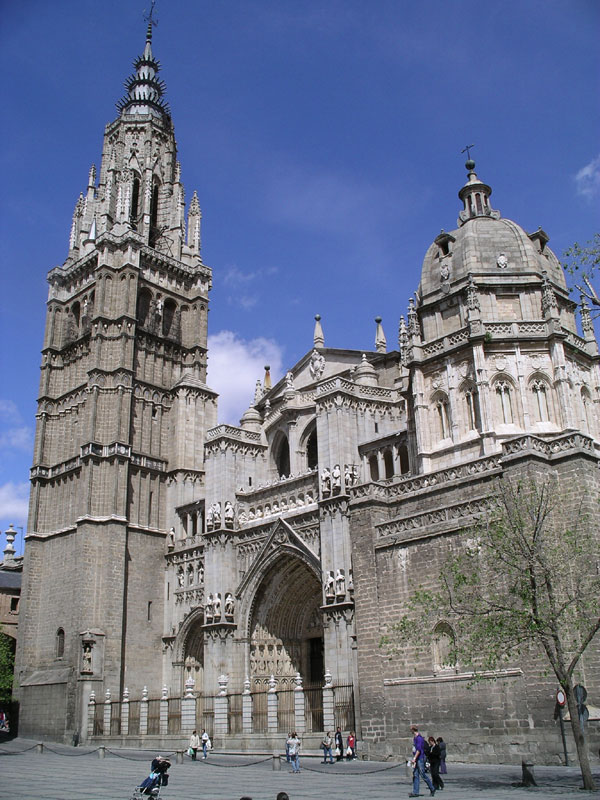
A Catedral de Toledo tornou-se um centro de tradução no século XII

O Escola de tradutores de Toledo (em castelhano:  Escuela de Traductores de Toledo) é o grupo de estudiosos que trabalharam juntos na cidade de Toledo durante os séculos XII e XIII, para traduzir muitos dos Filosofias judaico-islâmicas e trabalhos científicos de Árabe Clássico em latim.
A Escola passou por dois períodos distintos separados por uma fase de transição. A primeira foi liderada pelo arcebispo Raymond de Toledo no século XII, que promoveu a tradução de obras filosóficas e religiosas, principalmente do árabe clássico para o latim. Sob o rei Afonso X de Castela durante o século XIII, os tradutores não trabalharam mais com o latim como língua final, mas traduziram para o espanhol antigo. Isso resultou no estabelecimento das bases de um primeiro padrão da língua espanhola, que acabou desenvolvendo duas variedades, uma de Toledo e outra de Sevilha.

## História

### Contexto
Tradicionalmente, Toledo foi um centro de cultura multilíngue e tinha importância prioritária como centro de aprendizado e tradução, começando em sua época sob o domínio muçulmano. Numerosas obras clássicas de antigos filósofos e cientistas que foram traduzidas para o árabe durante a Idade de Ouro Islâmica "no leste" eram bem conhecidas em Alandalus, como as da escola neoplatonista, Aristóteles, Hipócrates, Galeno, Ptolomeu, etc., como bem como as obras de antigos filósofos e cientistas da Pérsia, Índia e China; isso permitiu que as populações de língua árabe da época (tanto no leste quanto no "oeste", ou no norte da África e na península ibérica) aprendessem sobre muitas disciplinas clássicas antigas que eram geralmente inacessíveis às partes cristãs da Europa ocidental, e cientistas de língua árabe nas terras muçulmanas orientais, como Avicena, Alquindi, Rasis e outros, acrescentaram obras significativas a esse antigo corpo de pensamento.
Parte da literatura árabe também foi traduzida para o latim, hebraico e ladino, como a do filósofo judeu Maimônides, do historiador muçulmano Ibne Caldune, do cidadão de Cartago Constantino, o Africano, ou do persa Alcuarismi.
A riqueza multicultural do Alandalus, iniciada na era do governo da dinastia omíada naquela terra (711–1031), foi uma das principais razões pelas quais os estudiosos europeus viajavam para estudar lá já no final do século X. Como os governantes de língua árabe que inicialmente vieram em 711 se misturaram e se casaram com as populações locais, a coexistência de árabe, hebraico, latim e o vernáculo românico local viu o surgimento de novos vernáculos pidgin e formas de música bilíngues, bem como a criação de novos corpos de literatura em árabe e hebraico. O ambiente gerou multilinguismo. Esta era viu o desenvolvimento de uma grande comunidade de cristãos de língua árabe (conhecidos como moçárabes) que estavam disponíveis para trabalhar em traduções. Mas os esforços de tradução não foram metodicamente organizados até Toledo ser reconquistada pelas forças cristãs em 1085. Os novos governantes herdaram vastas bibliotecas contendo alguns dos principais pensamentos científicos e filosóficos não apenas do mundo antigo, mas também do Oriente islâmico, a vanguarda do discurso científico da época — e tudo em árabe.
Outra razão para a importância do Alandalus na época é que os líderes cristãos em muitas outras partes da Europa consideravam muitos assuntos científicos e teológicos estudados pelos antigos, e posteriormente avançados pelos cientistas e filósofos de língua árabe, como heréticos. As Condenações de 1210–1277 na medieval Universidade de Paris, por exemplo, foram promulgadas para restringir os ensinamentos de várias obras teológicas, entre as quais os tratados físicos de Aristóteles  e as obras de Averróis (o nome latinizado do muçulmano filósofo-médico do alandalus, ibne Rusde).

### Começos
Raimundo de Toledo, arcebispo de Toledo de 1126 a 1151, iniciou os primeiros esforços de tradução na biblioteca da Catedral de Toledo, onde liderou uma equipe de tradutores que incluía toledanos moçárabes, estudiosos judeus, professores de madraça e monges da Ordem de Cluny. Eles traduziram muitas obras, geralmente do árabe, judaico e grego para o latim, já que a língua espanhola ainda não havia sido desenvolvida até o século XIII. A obra desses estudiosos disponibilizou textos importantíssimos de filósofos árabes e hebreus, que o Arcebispo considerou importantes para a compreensão de diversos autores clássicos, especialmente Aristóteles. Como resultado, a biblioteca da catedral, reformada sob as ordens de Raymond, tornou-se um centro de traduções de escala e importância sem igual na história da cultura ocidental da Europa.

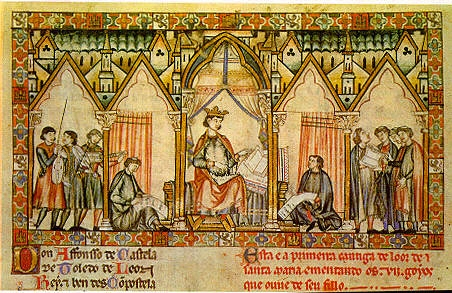
Afonso X de Castela, O Sábio, ditando as Cantigas de Santa Maria.

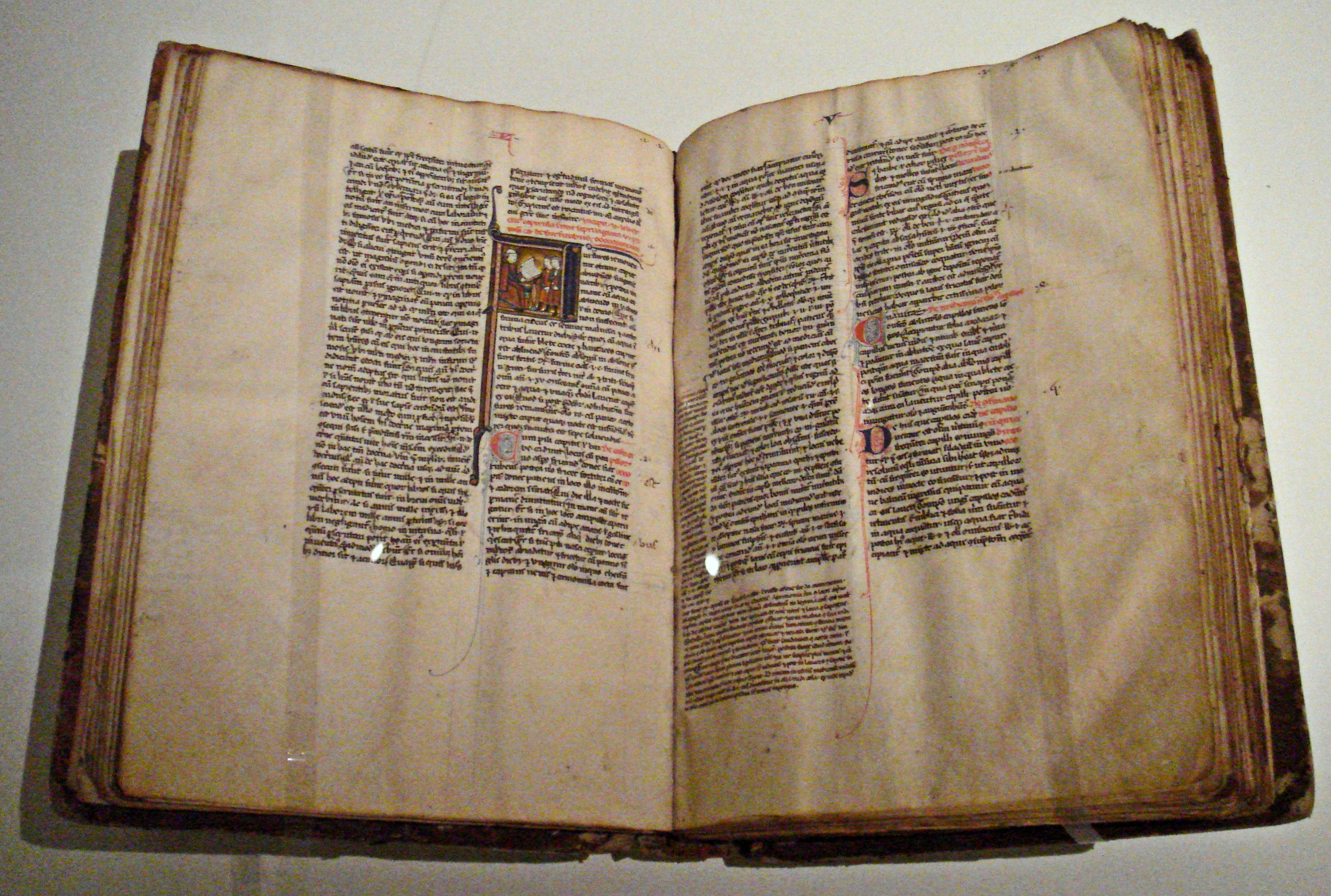
Recueil des traités de médecine de Rasis traduzido por Gerardo de Cremona, segunda metade do século XIII

Gerardo de Cremona foi o mais produtivo dos tradutores de Toledo na época, traduzindo mais de 87 livros de ciência árabe. Ele veio a Toledo em 1167 em busca do Almagesto de Ptolomeu. Como não sabia árabe quando chegou, contou com judeus e moçárabes para tradução e ensino dos livros vindos da Arábia.
Seus livros traduzidos incluem o seguinte:
- Almagesto de Ptolomeu;
- Analítica Posterior de Aristóteles, Física, Sobre os Céus e o Mundo, Sobre Geração e Corrupção, e Meteorologia, Ética a Nicômaco;
- Alcuarismi sobre álgebra e Almucabala;
- Sobre a Medição do Círculo de Arquimedes;
- Os Elementos de Geometria de Euclides;
- Elementa astronomica de Jabir ibne Afla;
- Alquindi 's On Optics;
- Alfragano sobre os elementos da astronomia sobre os movimentos celestes;
- sobre a Classificação das Ciências de Alfarábi;
- Rasis trabalhos químicos e médicos; e
- Tabite ibne Curra e Hunaine ibne Ixaque.[10]

Ele editou para os leitores latinos as "Tábuas Toledanas", a compilação mais precisa de dados astronômicos / astrológicos (efemérides) já vista na Europa na época, que se baseava em parte no trabalho de Azarqali e nos trabalhos de Jabir ibne Afla, os irmãos Banu Muça, Abu Camil, Abulcasis e Alhazém (incluindo o Livro da Óptica).
Outras obras médicas que ele traduziu incluem o seguinte:
- Expositio ad Tegni Galeni, de Haly Abenrudian;
- Iuana ibne Sarabium (Serapião) Practica, medicina Brevarium;
- Alquindi ' De Gradibus;
- Rasis ' Liber ad Almansorem, Liber divisionum, Introductio in medicinam, De egritudinibus iuncturarum, Antidotarium e Practica puerorum;
- Isaque Israel bem Salomão, De elementis e De definitionibus;
- Abulcasis, Al-Tasrif como Chirurgia;
- Avicena, O Cânone da Medicina como Liber Canonis; e
- Ibne Uafide (Abenguefite), o Liber de medicamentis simplicus.[11]

Outro tradutor importante foi João de Sevilha. Junto com Domingo Gundisalvo durante os primeiros dias da Escola, ele foi o principal tradutor do árabe para o castelhano. João de Sevilha traduziu Secretum secretorum, um tratado enciclopédico árabe do século X sobre uma ampla gama de tópicos, incluindo política, ética, fisionomia, astrologia, alquimia, magia e medicina, que foi muito influente na Europa durante a Alta Idade Média. Ele também traduziu muitos tratados de astrologia de Alfragano, Albuxar de Bactro, Alquindi, Amade ibne Iúçufe, Albatani, Tabite ibne Curra, Alcabici, etc. Na filosofia, ele produziu traduções latinas de Avicena, De differentia spiritus et animae de Costa bem Luca, Alfarábi, ibne Gabirol (Avicebrão), Algazali, etc. No geral, ele é conhecido por suas sínteses inteligentes, combinadas com suas próprias observações e interpretações, principalmente na astrologia.
Rodolfo de Bruges, um astrônomo flamengo e tradutor do árabe para o latim, foi aluno de Hermann da Caríntia. Ele traduziu para o latim o Liber depositione astrolabii, uma importante obra da ciência islâmica sobre o astrolábio, de Maslamah Ibn Ahmad al-Majriti, que dedicou a seu colega João de Sevilha.
Dominicus Gundissalinus é considerado o primeiro diretor nomeado da Escola de Tradutores de Toledo, a partir de 1180. No início, Gundissalinus apenas traduzia do grego para o latim ou castelhano, pois não tinha conhecimento suficiente do árabe. Ele dependia de João de Sevilha para todas as traduções nesse idioma. Mais tarde em sua carreira, Gundissalinus dominou o árabe o suficiente para traduzi-lo sozinho. Ao contrário de seus colegas, ele se concentrou exclusivamente na filosofia, traduzindo obras gregas e árabes e os comentários dos primeiros filósofos muçulmanos da península. Entre suas importantes traduções está Fons Vitæ ( Meqor Hahayim ), do filósofo judeu ibn Gabirol. Ao mesmo tempo, foi pensado para ser o trabalho do escolástico cristão Avicebron. Gundissalinus também traduziu várias obras dos principais filósofos muçulmanos Avicena e al-Ghazâlî. Ele é conhecido por frequentemente eliminar passagens e adicionar seus próprios comentários, em vez de ser escrupulosamente fiel aos originais que muitas vezes mantinham opiniões conservadoras para a época.
Michael Scot, um escocês que estudou na Universidade de Oxford e em Paris antes de se estabelecer em Toledo, também trabalhou como tradutor nesse período. Ele traduziu as obras de Aristóteles sobre esferas homocêntricas, De VERIFICATIONE MOTUUM COELESTIUM, mais tarde usado por Roger Bacon, e Historia animalium, 19 livros, datados de 21 de outubro de 1220. Ele também traduziu as obras de al-Betrugi (Alpetragius) em 1217, On the Motions of the Heavens, e os influentes comentários de Averroes sobre as obras científicas de Aristóteles, entre muitos outros.
Herman, o Alemão, foi o bispo de Astorga (1266 – 1272). Ele era amigo pessoal de Manfredo da Sicília. O seu local de nascimento é desconhecido, mas sabe-se que foi uma figura importante na vida intelectual de Castela antes de ser nomeado bispo. Ele é creditado com a tradução da Ética a Nicômaco de Aristóteles em 1240, da Retórica de Averróis e dos comentários de Alfarabi sobre a Retórica de Aristóteles. Herman também escreveu seu próprio comentário filosófico e resumo da Ética a Nicômaco 

### Período de transição
O período de transição é o período do século XII onde ocorre a morte de Raimundo. Durante as décadas que se seguiram à morte do arcebispo Raimundo, a atividade de tradução em Toledo diminuiu consideravelmente, embora tenha continuado no próximo século e se sobrepôs à Escola de Tradutores de Afonso. Pelo menos um tradutor, Hermano da Alemanha, é conhecido por ter trabalhado em ambas as escolas; ele traduziu o Antigo Testamento durante o segundo período. Este período de transição foi quando as primeiras traduções diretas foram feitas do árabe para o castelhano vernáculo.
Marcos de Toledo, um médico espanhol e cônego de Toledo, traduziu o Alcorão e várias obras médicas  como o Liber isagogarum de Hunayn ibn Ishaq, o De aere aquis locis de Hipócrates; e as versões de Hunayn Ibn Ishaq de quatro tratados de Galeno: De tactu pulsus, De utilitate pulsus, Se motu membrorum, De motibus liquidis. Ele também traduziu Isagoge ad Tegni Galieni de Hunayn Ibn Ishaq, uma série de tratados religiosos muçulmanos, datada de 1213, e um tratado grego sobre biologia.
Alfredo de Sareshel foi um tradutor e filósofo inglês que residiu na Espanha no final do século XII. Ele traduziu o pseudo-aristotélico De plantis, e a parte sobre alquimia, Avicennae Mineralia de ibne Sina Sifa.
João de Toledo (estudante da escola) frequentou a Escola para estudar obras de medicina antes de retornar à Inglaterra e ser ordenado cardeal. Mais tarde, ele viajou para Roma(estados papais), onde se tornou médico pessoal do Papa. Acredita-se que ele tenha traduzido do árabe para o latim vários tratados médicos que tratavam da medicina prática.
Hermannus Alemannus trabalhou em Toledo entre (1240-1256). Embora ao serviço de Manfredo (Nápoles) de 1258 a 1266, regressou a Espanha onde se naturalizou cidadão do reino de Castela. Ele traduziu a maior parte da Retórica de Aristóteles, intercalada com partes do comentário intermediário de Averróis e pequenos fragmentos de Avicena e Alfarabi, Aethica Nichomachea de Aristóteles, comentário intermediário sobre a Poética (filosofo grego), terminou o Commentario Medio y Poetica de Averróis para a Retórica de Aristóteles, traduziu o Psalterio do hebraico texto para o castelhano e traduzido do árabe para o castelhano um epítome da Ética conhecida como Summa Alexandrinorum.

### Afonso X e a fundação do Colégio

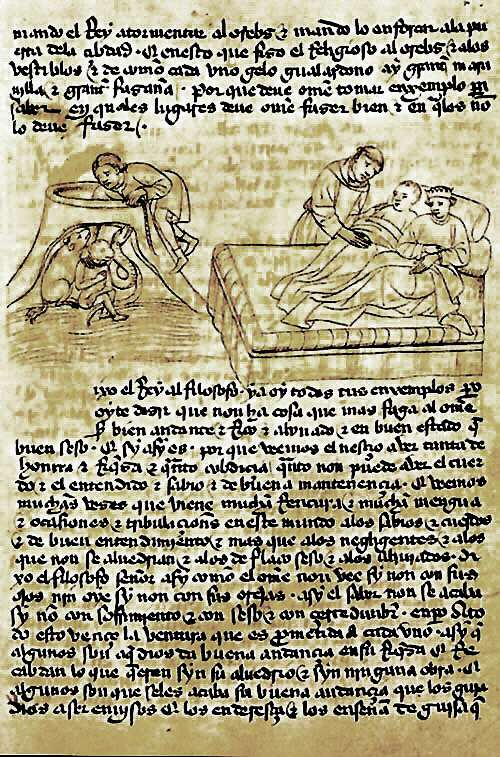
Calila e Dimna manuscrito

Sob o rei Afonso X de Castela (conhecido como o Sábio), Toledo aumentou ainda mais sua importância como centro de tradução na Espanha, e na Europa, bem como para a redação de trabalhos acadêmicos originais. A Coroa não reconheceu oficialmente a Escola, mas a equipe de estudiosos e tradutores compartilhou seu conhecimento comunitário e ensinou aos recém-chegados novos idiomas e métodos de tradução. Geralmente havia várias pessoas envolvidas na mesma tradução. A Coroa castelhana pagou a maior parte de seu trabalho e, às vezes, contratou os tradutores mais capazes de outras partes da Espanha e da Europa para ingressar na escola de Toledo.
A decisão do rei Afonso de abandonar o latim como língua-alvo para as traduções e usar uma versão vernacular revisada do castelhano teve consequências muito significativas no desenvolvimento dos primeiros fundamentos da língua espanhola. Ao insistir que os textos traduzidos fossem "llanos de entender" ("fáceis de entender"), ele garantiu que os textos atingiriam um público muito mais amplo, tanto na Espanha quanto em outros países europeus. Os estudiosos de nações como Itália, Alemanha, Inglaterra ou Holanda, que se mudaram para Toledo a fim de traduzir textos médicos, religiosos, clássicos e filosóficos, retornaram a seus países com o conhecimento adquirido do árabe clássico, do grego clássico e do antigo Hebraico. O Rei também encomendou a tradução para o castelhano de várias fábulas e contos "orientais" que, embora escritos em árabe, eram originalmente em sânscrito, como o Kalila wa-Dimna ( Panchatantra ) e o Sendebar.
Os métodos de tradução evoluíram sob a direção de Afonso X. Anteriormente, um falante nativo comunicava verbalmente o conteúdo dos livros a um estudioso, que ditava seu equivalente latino a um escriba, que anotava o texto traduzido. Pela nova metodologia, um tradutor, com experiência em vários idiomas, ditava a partir da língua base, traduzindo para o castelhano para o escriba, que anotava a versão castelhana. O trabalho do escriba foi posteriormente revisado por um ou vários editores. Entre esses editores estava o rei, que tinha grande interesse em muitas disciplinas, como ciência, história, direito e literatura. Ele gerenciou e selecionou com eficácia cada um dos tradutores e revisou alguns de seus trabalhos, incentivando o debate intelectual.
Sob a liderança de Afonso, cientistas e tradutores judeus sefarditas adquiriram um papel de destaque na Escola. Eram muito valorizados pelo Rei pela sua capacidade intelectual e pelo domínio das duas línguas mais utilizadas nas traduções: o árabe e o castelhano. O rei manteve alguns dos estudiosos judeus como seus médicos pessoais e reconheceu seus serviços com esplêndidos favores e elogios. O sobrinho de Afonso, João Manuel, escreveu que o rei ficou tão impressionado com o nível intelectual dos estudiosos judeus que encomendou a tradução do Talmude, a lei dos judeus, bem como da Cabala. Ele pretendia provar que os textos eram um reflexo da doutrina cristã e que os judeus colocavam suas almas em perigo por não reconhecerem isso. Tais traduções foram perdidas, embora possa haver uma ligação com o desenvolvimento posterior da Cabala Cristã.

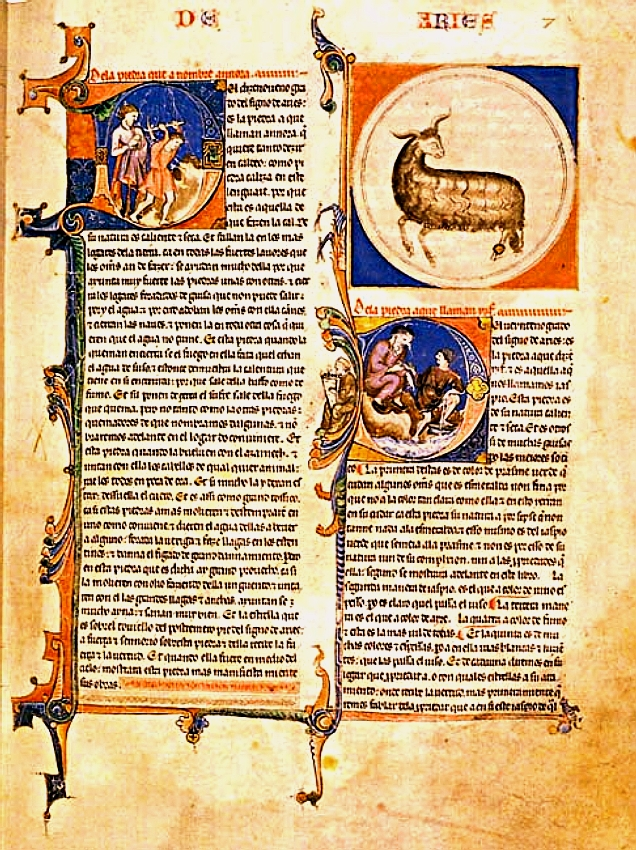
Uma página ilustrada do "Lapidario".

A primeira tradução conhecida desse período, o Lapidario, um livro sobre as propriedades medicinais de várias pedras e gemas, foi feita por Judá bem Moisés Coém auxiliado por Garci Pérez, quando Afonso ainda era infante. Afonso obteve o livro de um judeu que o mantinha escondido e ordenou a Judá que o traduzisse do árabe para o castelhano.
Judá bem Moisés foi um dos tradutores judeus mais notáveis durante este período e também trabalhou como médico do rei, mesmo antes de Afonso ser coroado. Entre suas traduções mais notáveis, além do Lapidario, estão o Picatrix, uma obra composta de tratados antigos sobre magia e astrologia, ou o Tratado de la açafeha que foi traduzido para o latim a partir de um texto árabe de Azarcali com a ajuda de Guilherme da Inglaterra. Ele também fez o Tetrabiblon ou Quatriparito (Ptolomeu), 15 tratados sobre astrologia (efeitos das estrelas no homem e propriedades de 360 pedras para afastar influências astrais negativas), e Los IIII libros de las estrellas de la ochaua espera, que o Mais tarde, o rei Afonso ordenou que fosse revisado por Samuel ha-Levi, Joan de Mesina e Joan de Cremona. Ele também contribuiu para a tradução de outro livro sobre astrologia judicial, o Libro conplido en los iudizios de las estrellas, que foi, ironicamente, traduzido do latim (como era usado entre os visigodos ), para o árabe, e depois de volta para o castelhano e latim.

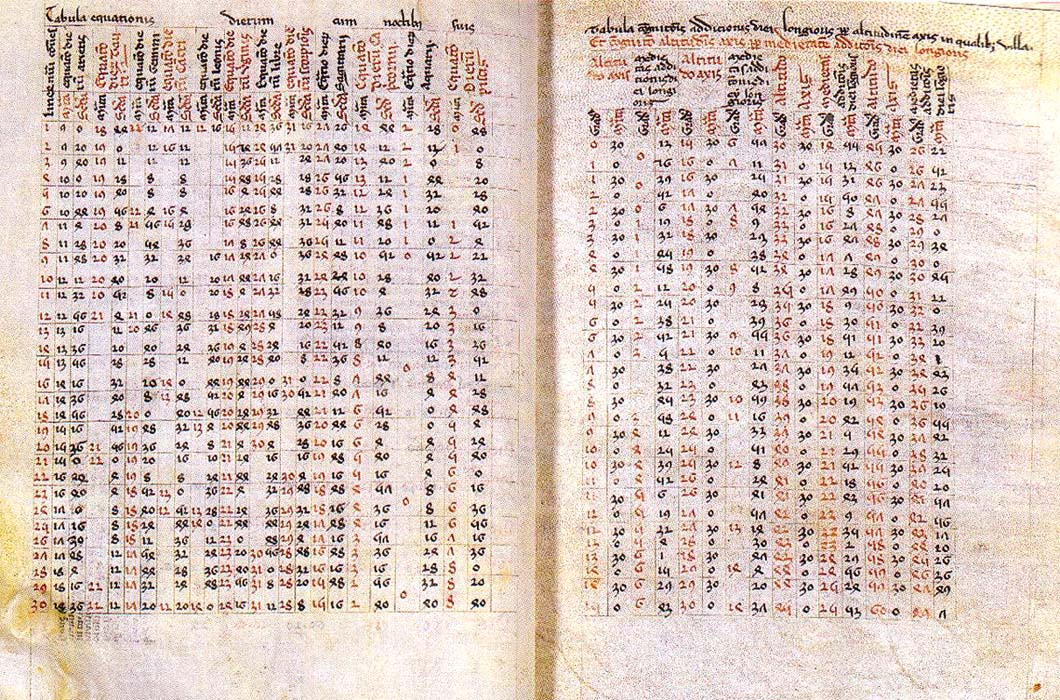
mesas alfonsinas

Judá bem Moisés também colaborou na tradução do Libro de las cruces, Libros del saber de Astronomía, e das famosas tabelas Alfonsinas, compiladas por Isaac ibn Sid, que forneciam dados para calcular a posição do Sol, da Lua e dos planetas em relação ao estrelas fixas, com base em observações de astrônomos que Afonso havia reunido em Toledo. Entre eles estavam Aben Raghel y Alquibicio e Aben Musio y Mohamat, de Sevilha, Joseph Aben Alí e Jacobo Abenvena, de Córdoba, e mais cinquenta que trouxe da Gasconha e Paris atraídos com grandes salários, e a quem também designou a tradução do livro de Ptolomeu Quadripartitum e reunir livros de Montesan e Algazel. Como resultado de seu trabalho, as tabelas Alfonsinas se tornaram as tabelas astronômicas mais populares da Europa, com versões atualizadas sendo reimpressas regularmente por mais de trezentos anos. O próprio Copérnico possuía uma cópia.
Juan D'Aspa ajudou Judá ben Moses Cohen na tradução literal do Libro de la alcora e do Libro de las cruzes, enquanto Guillén Arremon D'Aspa colaborou com Judá na tradução dos IIII libros de las estrellas de la ochaua espera.
Isaac ibn Sid foi outro renomado tradutor judeu, favorecido pelo rei; ele era muito versado em astronomia, astrologia, arquitetura e matemática. Sob a direção do rei, ele produziu uma tradução do Libro de las armellas que era simples e fácil de entender, para que "qualquer homem pudesse usá-lo prontamente". Traduziu também diversos tratados científicos, como o Libro del astrolabio redondo, ou o Libro del ataçir, livro sobre o astrolábio plano (para cálculos rápidos do movimento dos astros), tipicamente utilizado pelos astrólogos. O rei Afonso escreveu um prefácio à tradução de Isaac ibn Sid, Lamina Universal, explicando que a obra árabe original foi feita em Toledo e a partir dela Arzarquiel fez sua açafea. Isaac ibn Sid também contribuiu para a tradução, Libro de quadrante pora retificar: quatro obras sobre a elaboração de relógios, incluindo o Libro del relogio dell argen uiuo e o Libro del relogio del palacio de las oras, este último incluiu projetos para um palácio com janelas colocadas de forma que a luz entrando por elas ao longo do dia indicasse as horas em um pátio interno.
O rabino Zag Sujurmenza é creditado com a tradução do árabe de Astrolabio redondo (astrolábio esférico), Astrolabio llano (astrolábio plano), Constelaciones (constelações) e Lámina Universal (um instrumento que melhorou o astrolábio ). De suas obras, as mais importantes são as do "astrolábio redondo" e do "astrolábio plano". Ele também contribuiu para traduções de Armellas de Ptolemy, Piedra de la sombra (pedra da sombra, ou relógio de sol), Relox de agua (clepsydra, ou relógio de água), Argente vivo o azogue (mercúrio ou mercúrio) e Candela (relógio de vela),que muitos estudiosos acreditam realmente ser verdade.
Abraão de Toledo, médico de Afonso e de seu filho Sancho, traduziu vários livros do árabe para o espanhol (castelhano), como o tratado de Alhazém sobre a construção do universo e o Astrolábio de Azarcali. Outros incluíram Samuel ha-Levi, que traduziu Libro del saber ; Abulafia de Toledo, que foi autor, compilador e tradutor, e Abraão Alfaqui, Hauim Israel ou Judá Coém. Maestre Bernardo, um muçulmano convertido, auxiliou Abraão Alfaqui na revisão do Libro de la açafeha, que havia sido traduzido pela primeira vez por uma equipe liderada pelo Maestre Ferrando de Toledo, da mesma escola.
Entre os tradutores cristãos desse período estava Álvaro de Oviedo, que traduziu o Libro Conplido ( De judiciis Astrologiae ). Alvaro fez a tradução latina enquanto Judá bem Moisés deu a ele uma tradução oral em espanhol (castelhano) do tratado árabe de Aben Ragel. Este é o único caso documentado de tradução simultânea dupla.
Com Pietro de Reggio, o italiano Edigio de Tebladis de Parma traduziu o seguinte para o latim: o Quatripartito de Ptolomeu e a versão em espanhol (castelhano) de Jehudas do Liber de Judiciis Astrologiae de ibne Abém Ragel ( Libro conplido en los iudizios de las estrellas ).
Maestre Joan de Cremona, que era notário do rei, traduziu partes do Libro de las estrellas fixas e trabalhou com Judá, Samuel ha-Levi e o compatriota Juan de Mesina no IIII Libros. O tabelião e escriba de outro rei, Boaventura de Siena, traduziu a tradução espanhola (castelhana) de Abraham da Escala de Mohama para o francês ( Livre de leschiele Mahomet).

## Consequências
Após a morte de Afonso, Sancho IV de Castela, seu autodenominado sucessor, desmantelou a maior parte da equipe de tradutores, e logo a maioria de seus membros transferiu seus esforços para outras atividades sob novos patrocínios, muitos deles saindo da cidade de Toledo.

## Legado
As traduções de obras de diversas ciências, como astronomia, astrologia, álgebra, medicina, etc., serviram de ímã para inúmeros estudiosos de toda a Europa que vieram a Toledo ansiosos para conhecer em primeira mão o conteúdo de todos os livros que haviam sido publicados. fora do alcance dos europeus por muitos séculos. Graças a este grupo de estudiosos e escritores, o conhecimento adquirido dos textos árabe, grego e hebraico chegou ao coração das universidades da Europa. Embora as obras de Aristóteles e dos filósofos árabes tenham sido proibidas em alguns centros de ensino europeus, como a Universidade de Paris no início dos anos 1200, as traduções de Toledo foram aceitas, devido à sua natureza física e cosmológica.
Albertus Magnus baseou sua sistematização da filosofia aristotélica e muitos de seus escritos sobre astronomia, astrologia, mineralogia, química, zoologia, fisiologia e frenologia nas traduções feitas em Toledo. Seu aluno, Tomás de Aquino, também usou muitos dos trabalhos traduzidos para trazer Aristóteles para seus tratados filosóficos e teológicos.
Roger Bacon baseou-se em muitas das traduções árabes para fazer importantes contribuições nos campos da óptica, astronomia, ciências naturais, química e matemática. Muitos outros estudiosos do período renascentista usaram a tradução do Kitab al-manazir de ibn al-Haitham, que foi o tratado óptico mais importante dos tempos antigos e medievais. Em geral, a maioria das disciplinas no campo da medicina na Europa se beneficiou muito das traduções feitas de obras que refletiam o estado avançado da medicina no Islã medieval e em alguns países asiáticos.
Nicolau Copérnico, o primeiro cientista a formular uma cosmologia heliocêntrica abrangente, que colocou o sol em vez da terra no centro do universo, estudou a tradução do Almagesto astronômico de Ptolomeu. Ele também usou os dados para computação astronômica contidos nas tabelas Alfonsinas, das quais ele possuiu uma cópia depois que elas foram publicadas em Veneza em 1515. Este trabalho foi o pioneiro em uma longa lista de esforços dos astrônomos europeus para tentar o cálculo de tabelas precisas de previsões astrológicas. Elas se tornaram as tabelas astronômicas mais populares da Europa e versões atualizadas foram produzidas regularmente por trezentos anos. Outras obras traduzidas de natureza astronômica, como Theorica planetarum, foram usadas como texto introdutório à astronomia por estudantes europeus durante todo o século XV.
Outro efeito colateral desse empreendimento linguístico foi a promoção de uma versão revisada da língua castelhana que, embora incorporasse uma grande quantidade de vocabulário científico e técnico, havia simplificado sua sintaxe para ser entendida por pessoas de todas as esferas da vida e para alcançar as massas, ao mesmo tempo em que se torna adequado para expressões de pensamento mais elevadas. As contribuições de todos esses estudiosos, tanto orais quanto escritas, sob a tutela e direção de Afonso X, estabeleceram as bases da língua espanhola supranacional moderna. 